# Бардано (Козенца)
Бардано је насеље у Италији у округу Козенца, региону Калабрија.
Према процени из 2011. у насељу је живело 454 становника. Насеље се налази на надморској висини од 101 м.